# ホーカー・シドレー ハリアー
ホーカー・シドレー ハリアー
ハリアーGR.3 (展示機)
- 用途：攻撃機・艦上攻撃機
- 分類：垂直/短距離離着陸機 (V/STOL機)
- 製造者：ホーカー・シドレー→ブリティッシュ・エアロスペース
- 運用者

-  イギリス（イギリス空軍）
-  アメリカ合衆国（アメリカ海兵隊）
-  スペイン（スペイン海軍）
-  タイ（タイ王国海軍）

- 初飛行：1960年10月21日 (P.1127)
- 生産数：281機
- 生産開始：1967年
- 原型機：ホーカー・シドレー P.1127
- 派生型：

  - BAe シーハリアー
  - AV-8B ハリアー II
    - ハリアーGR.5/7/9

ホーカー・シドレー ハリアー (英語: Hawker Siddeley Harrier) は、イギリスのホーカー・シドレー（HSA; 後のブリティッシュ・エアロスペース）社が開発した垂直/短距離離着陸機（V/STOL機）。
世界初の実用VTOL機であり、まず攻撃機としてイギリス空軍、ついでアメリカ海兵隊に配備されて、イギリス空軍ではハリアーGR.1/3、アメリカ海兵隊ではAV-8A/Cと称された。また艦隊航空隊向けの艦上戦闘機としてシーハリアーも派生したほか、ハリアーも強襲揚陸艦や軽空母での艦上運用が行われた。後にはマクドネル・ダグラスが主体となって全面的に設計を改訂したAV-8B ハリアー IIに発展した。
ハリアーの名は小型猛禽類であるチュウヒのこと。前身である実験機、ケストレルの名前は同じく小型猛禽類であるチョウゲンボウのことである。これらの鳥は、向かい風の中でホバリング（空中停止）をすることがあるため、VTOL機の名称として採用された。

## 開発までの経緯

### ペガサス・エンジンの開発
垂直離着陸可能な重航空機としては、まず第二次世界大戦中にヘリコプターが実用化されたものの、回転翼機では前進時に効率が悪く、固定翼機としての垂直離着陸機（VTOL機）が求められることになった。フランスの航空技術者であるミシェル・ウィボーは、エンジンの推力を偏向する手法（ベクタード・スラスト）に着目しており、1956年には、ブリストル社のオライオン ターボプロップエンジンのシャフトによって4個の遠心式ブロアーを駆動し、その排気ノズルを回転させて垂直離着陸を行うジロプテール (Gyroptere) という対地攻撃機を提案した。この案そのものはフランス当局・メーカーともに採用されなかったが、オライオンの製造元であるブリストル社のスタンリー・フッカー技師がこれに注目し、遠心式ブロアーのかわりに軸流ファンと2個の可変ノズルを設けたBE 48エンジン、ついでコアをオーフュースに変更して前部ファンをオリンパスから導入したBE 53エンジンを設計した。
この時期、ホーカー社のシドニー・カム技師長はV/STOL技術の研究を進めており、このBE 53に着目して、まず1957年にこれを搭載したP.1127/1を設計した。しかしBE 53は完全に排気を下向きにすることはできず、VTOL用エンジンとしては不完全であったことから、ブリストル社の設計陣に要請して改良に着手した。ブリストル社では、1959年9月にはVTOLに対応したBE 53/2（ペガサス1; 出力4,080 kgf）、1960年2月には推力増強型のペガサス2（出力4,990 kgf）の試運転に漕ぎつけた。このようにエンジンの設計が進展するのにあわせて、1958年にはホーカー社も試作機の製作準備に入ったが、この時点では諸般情勢からイギリス空軍の発注は期待できず、まずは北大西洋条約機構 (NATO) のG.91後継機計画 (NBMR-3) での採用を目標としたプライベート・ベンチャーとして開始されることになった。

### 試作機の製作と3ヶ国共同評価
ホーカー社では、P.1127試作機の製作に先駆けて、まず模型などによる実験研究を重ねていった。VTOL機について豊富な経験をもつアメリカ航空宇宙局 (NASA) もこれに協力し、ラングレー研究所で風洞実験を行ったほか、VTOL機への慣熟訓練用としてX-14を提供した。実際の製作は1959年末より開始され、またイギリス政府もこれに後付けで実験要求仕様E.R.204D、続いて作戦要求仕様O.R.345を提示し、空軍の攻撃機として採用される道が開かれた。そして1960年6月には試作機の製作契約が締結され、やっと公費による開発に移行した。
P.1127の1号機は1960年8月にロールアウトし、10月21日にはケーブルで繋がれた状態でのホバリングを、そして11月19日にはこれを外した状態でのホバリングを成功させ、更に1961年12月には緩降下で音速を突破した。またこれらと並行して、順次に設計を改正しつつ試作機の製作も継続され、1962年4月5日にはペガサス2後期型（5,670 kgf）を搭載した機体が初飛行、1963年2月にはペガサス5（6,800 kgf）を搭載するとともに主翼の設計も改正した機体が完成した。
当時、NATO諸国では、他にも西ドイツのEWR VJ 101、VFW VAK 191Bやフランスのミラージュ III VなどVTOL機の開発が進められていたものの、いずれも何らかの問題を抱えており、P.1127が最も実用化に近い状況だった。このことから、1962年1月、英・米・西独の3ヶ国で共同評価飛行隊 (TES) を組織してP.1127の評価を行うことになり、1963年2月には、TES向けのP.1127 9機がケストレルF.(GA).1の制式名で発注された。TESは1964年10月15日に発足し、1965年4月1日より評価試験を開始して、11月30日までに938回の試験飛行を行って、解散した。アメリカ軍は6機のケストレルを持ち帰り、XV-6Aとして、自国で更に評価試験を行った。

### P.1154の開発中止とケストレルの実用機化
当時、ブリストル社では、ペガサスを元にプレナムチャンバー・バーニング (PCB) に対応して推力を大幅に増大させたBS.100の開発を進めており、ホーカー・シドレー社でも、1963年より、これを搭載して最大速力をマッハ2まで引き上げたP.1154を設計していた。同機には、イギリス海・空軍だけでなく、NATO諸国も期待を寄せていたが、1964年の総選挙を受けて労働党のハロルド・ウィルソン政権が成立すると、大幅な軍事費削減に伴い、P.1154の開発は中止されてしまった。
これを受けて、ケストレルを元にした実用機の開発が志向されることになり、1965年2月19日、イギリス空軍向け攻撃機の先行量産型としてP.1127 RAF 6機が発注された。これは後にハリアーGR.1と命名されて、初号機は1966年8月31日に初飛行、残り5機も1967年7月までに全機が進空して、実用化試験に投入された。

## ハリアーGR.1

### 設計

#### 機体構造

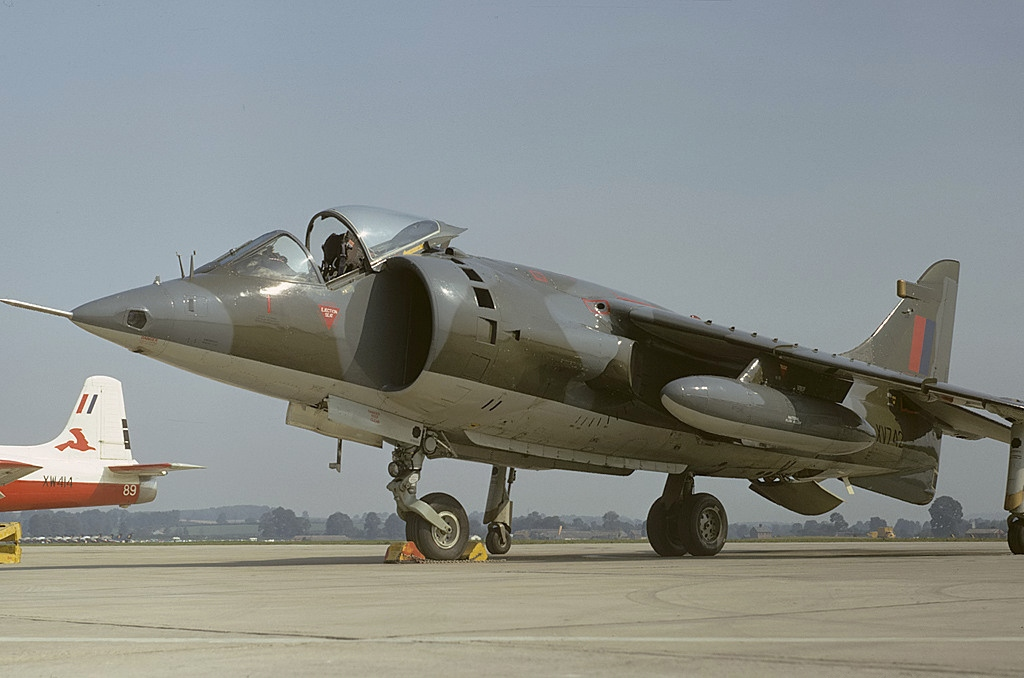
ハリアーGR.1

上記の経緯より、基本的にはハリアーGR.1はケストレルの実用機と位置づけられ、外見的にも大差はない。しかし実際には、構造設計図の85パーセントが新たに描き起こされており、下記のように多くの変更点がある。
吸気口の再設計
開発最初期よりVTOL・超低速時の吸気が課題となっていたことから、インテイクリップ直後に片側8個のサクション・リリーフドアを設けて吸気量を確保した。
降着装置の強化
ケストレルでは重量5,900 kgで2.44 m/秒の降下率に耐える設計だったのに対し、ハリアーGR.1では重量7,260 kgで3.66 m/秒の降下率に耐える強度となった。
兵装搭載量の増加
胴体下面両側にADEN 30 mm機関砲を搭載できるようになったほか、主翼と胴体下面には合計5ヶ所のハードポイントが設けられた。
アビオニクスの強化
イギリスの軍用機として初めてヘッドアップディスプレイ (HUD) を搭載したほか、自動安定装置も追加され、ホバー・低速時のワークロードが大幅に低減された。
長距離フェリー対策
着脱式の空中給油プローブおよび延長翼端の装備に対応した。

#### エンジン
ペガサスエンジンの基本構造はケストレル以前と同様で、転環式の推力偏向ノズル4個（ファン出口に2個、排気出口に2個）を備える、2軸式でミキシングのないターボファンエンジンである。通常と異なり、ファン（LP系）とHP系のローター（HP圧縮機など）の回転方向を逆向きにすることで、それぞれのローターのカウンタートルク（タービンの回転とは逆方向に機体が回ろうとする力）を相殺減少し、VTOL時やホバリング時の姿勢安定を高めている。
これらの推力偏向ノズルは胴体側面に配置され、その向きを0度（後方）- 98.5度（真下よりやや前）まで変えることによって、垂直離着陸が可能となる。回転速度は毎秒100度に達し、450ノットで飛行中であっても推力偏向が可能である。一方、ホバリングや極低速時などではラダー、エルロンなどの通常の姿勢制御機構の働きが弱くなるため、機首下部・左右主翼の端部・機体後部にバルブ付の補助ノズルを取付け、エンジンから抽出した圧縮空気をそれらに送り込み、機体のピッチング・ローリング・ヨーイング運動を行うRCS（リアクション・コントロール・システム）により機体の姿勢制御ができるようになっている。
ハリアーGR.1において、ケストレルからの最大の変更点が、エンジンをペガサス6（8,600 kgf）に換装した点である。英軍呼称はペガサスMk.101とされており、ペガサス5を元にHPタービン動翼第2段を空冷とし、推力偏向ノズルのベースを2枚方式としているほか、大きな特徴が、燃料器を水噴射に対応させた点である。これは燃料器内およびタービンの冷却空気に冷却水（脱イオン水）を噴射することで、ガス温度は高く保ったままでタービン部品の温度を下げることができ、推力増強が可能になるものである。水を最大量である495ポンド (225 kg)搭載すると約90秒噴射できるが、実運用では他の装備との兼ね合いから、より少ない量となることが多い。
多くの機体は、1971年から1973年にかけて、エンジンをペガサス10（Mk.102; 推力9,300 kgf）、更にペガサス11（Mk.103; 推力9,750 kgf）に換装してハリアーGR.1Aとなった。その後、更にハリアーGR.3仕様に改装されている。

### 運用史
1966年には量産型ハリアーGR.1 60機が発注され、1号機は1967年12月28日に初飛行し、1971年までに全機が進空した。またその後、減耗補充機1機、第2バッチ17機の計78機が生産されて、1972年初頭までに全機がデリバリーされた。
1969年1月1日には、ウィッタリング基地でハリアー転換訓練チーム (HCT) が編成され、パイロット養成訓練が開始された。実戦部隊としては、1969年4月1日にはウィッタリングの第1飛行隊がハンターからハリアーGR.1に転換し、史上初のVTOL戦闘機飛行隊となって、同年末までに定数20機が配備された。その後、1970年5月28日に第4、10月1日に第20、1972年1月1日に第3飛行隊の3個飛行隊が編成されて、これらはいずれも西ドイツのヴィルデンラース空軍基地に配備された。
ドイツ駐留イギリス空軍では、ハリアーGR.1の配備とともに、分散配置の試みが活発化した。当時の西ドイツは冷戦の最前線であったが、西ドイツが属するNATO地上戦力では劣勢とみられ、開戦第一撃における航空戦力の損耗を抑える必要があると考えられたためである。VTOL機は滑走路が不要であるため分散配置の自由度が高く、ハリアーの強みと言える運用法であった。ただし垂直離着陸時には地面に向けて極めて強い噴流を起こすため、仮設飛行場の設営に使用する穴開き鉄板などを吹き飛ばしてしまうことから、ハリアーの発着前には鉄板の隙間や穴を丁寧に塞ぐ必要があった。
第1飛行隊は、ハリアーGR.1への機種転換直後の1969年5月、『デイリー・メール』紙主催の大西洋横断エアレース (Daily Mail Trans-Atlantic Air Race) に参加して、ロンドンからニューヨークへの往路の部で優勝し、6000ポンドの賞金を獲得している。

## ハリアーT.2/4
ホーカー社はP.1127試作時より複座型練習機の必要性を提言していたが、空軍の開発承認は1966年となり、1969年のパイロット養成訓練開始には間に合わなかった。このため、ヘリコプター（ウェストランド ホワールウィンド）による訓練飛行5回を養成コースに組み込む苦肉の策が採られた。
最初の複座型として開発されたのがハリアーT.2で、エンジンやアビオニクスはハリアーGR.1と同じだが、コクピットの部分で1.19 m延長され、これを補って重心位置を調整するため、尾部も2.07 m延長された。後席（教官席）は28 cm高い位置に設けられ、このキャノピーの大型化に伴う方向安定性の低下に対処するため、垂直尾翼を大型化するとともに大型のベントラルフィンも増設された。
T.2はまず1966年の発注に基づいて試作機2機が製作されたのち、1967年に量産型の第1バッチ12機が発注されて、1970年よりハリアー作戦転換訓練隊（1970年にHCTより改編）への配備が開始された。このうち最後の2機はペガサスMk.102を装備しており、T.2Aとなった。また1973年以降、ペガサスMk.103装備のハリアーT.4 14機、海軍向けのT.4N 3機が製作された。T.4の一部はGR.3と同様のレーザーノーズとなっており、これを取り外した機体はT.4Aと称される。またT.2/2Aも順次にT.4仕様に改装された。

## ハリアーGR.3

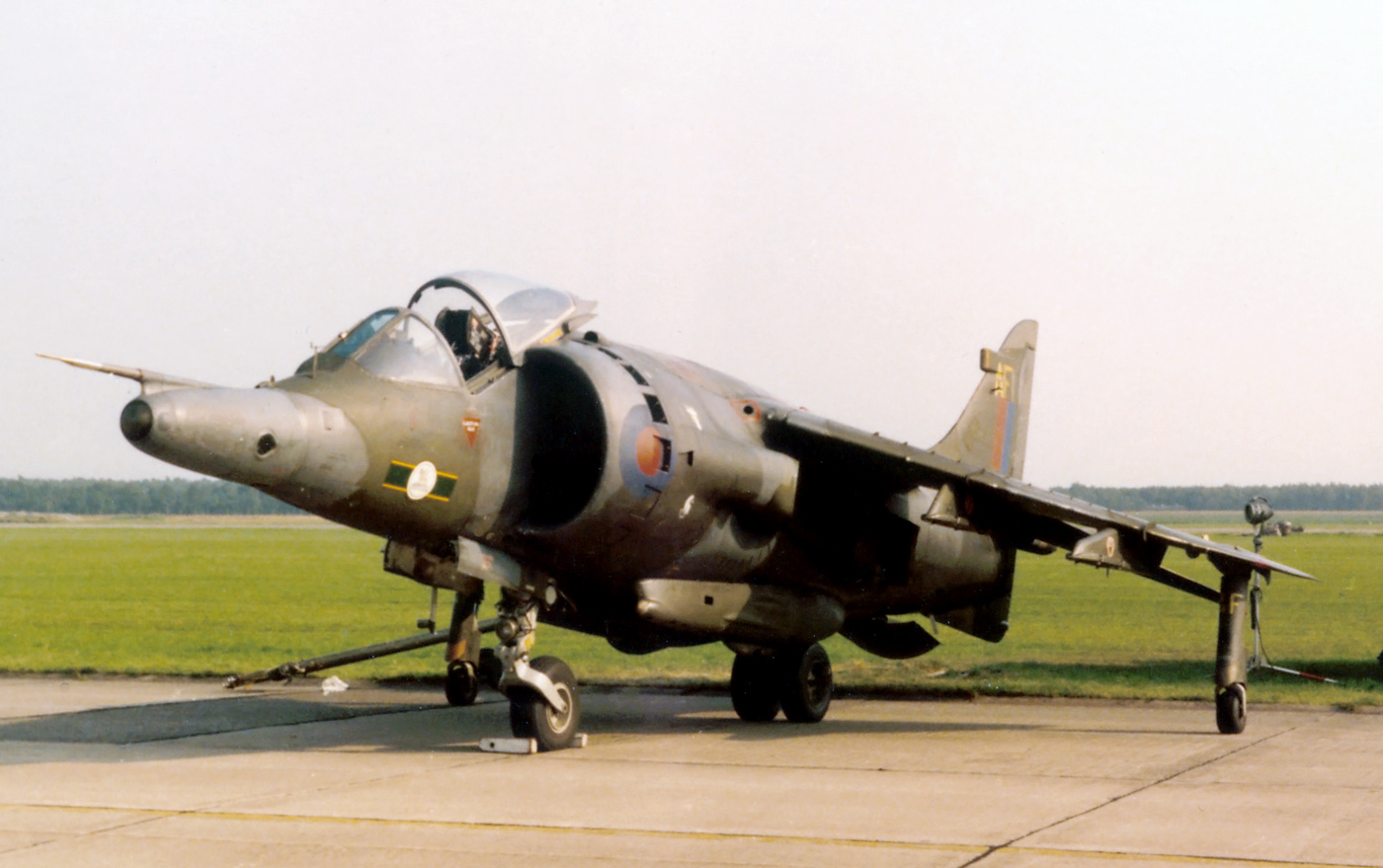
ハリアー GR.3

1974年には、ハリアーGR.1を発展させたハリアーGR.3が12機発注された。これは機首を延長してフェランティ社のレーザー測距・目標指示装置（LRMTS）を搭載するとともに、ARI.18223レーダー警報受信機（RWR）も搭載し、発電能力を12キロボルトアンペアに強化したものであった。1978年にも更に24機が発注され、また既存のハリアーGR.1も順次に同規格に改修された。
これらのハリアーGR.3は、1982年のフォークランド紛争で実戦投入された。当初派遣された第317任務部隊が擁する固定翼機は海軍のシーハリアーFRS.1艦上戦闘機20機のみであり、損耗に対する余裕がほとんどなかったために、空軍のハリアーGR.3が増援されることになったものであり、第1飛行隊のうち10機に対して下記のような改造が行われた。
航空母艦での運用への対応
塩害防止塗装や艦上での係留リングを追加した。また揺れ動く艦上でも慣性航法装置をセットできるように修正しようとしたもののこれは上手く働かず、ハリアーの航法は目測となった。
空戦用装備の追加
サイドワインダー空対空ミサイルの搭載・発射に対応するとともに、ガンポッドのうち1基を改造してブルーエリック電子妨害装置を搭載、また4機にはALE-40フレア・ディスペンサーを搭載。
第1飛行隊のハリアー9機は空中給油を受けながらアセンション島まで進出した。うち3機は同地の防衛のために拘置されたが、残り6機は、5月6日には「アトランティック・コンベアー」の仮設甲板に移動してフォークランド諸島に向けて出発し、5月18日には任務部隊と合流、空母「ハーミーズ」艦上に展開した。これによってハリアーGR.3が近接航空支援・航空阻止を担当して、シーハリアーFRS.1は戦闘空中哨戒に注力できるようになった。
このような分担であったため、ハリアーGR.3は対空砲火での損耗が多く、5月21日・27日・30日に計3機を失って戦力が半減したが、6月1日・8日にアセンション島から空中給油を受けつつ2機ずつが飛来して戦力を補充した。またスタンリー外郭防衛線への攻撃の際にはレーザー誘導爆弾による攻撃が試みられたが、新装備であったために当初は命中率が低く、習熟して命中率が上がるまえに守備隊が降伏したために真価を発揮することはなかった。
その後、1987年より、大幅に設計を更新した第二世代ハリアーであるGR.5の引き渡しが開始されたことから、本機はこちらに代替されて、退役していった。

## AV-8A/C
アメリカ海兵隊は、ケストレルの3ヶ国共同評価試験には参加していなかったものの、その後アメリカに持ち帰った機体を用いた評価試験には参加し、同機に注目していた。当時、海兵隊はベトナム戦争を戦っていたが、南ベトナム内で海兵隊が戦った戦闘の大部分が30分以内に勝敗が決しており、コールされてから10分以内に戦場上空に到達できるCAS機は、海兵隊にとって理想的と考えられていた。ハリアーは、ヘリコプターの着陸ゾーン程度の場所があれば作戦可能で、150メートル程度の滑走路でも作ればペイロードを相当に増やせるうえに、ヘリコプター揚陸艦からの運用も可能であった。
まず1968年7月の英航空機製造協会 (SBAC) エアショーをアポ無し訪問した2人の海兵隊テストパイロットが試乗の約束を取り付けて、2週間経たないうちに操縦を開始し、数ヶ月後には能力に関するレポートを携えて帰国した。1969年初頭には正式なテストチームがイギリスを訪問して評価試験を実施、その報告を受けた国防総省は海兵隊のハリアー採用を承認し、9月30日には予算が議会を通過して、12月23日にはAV-8Aとして最初のバッチ12機が発注された。初号機は1970年11月に初飛行を行い、翌年4月に最初の飛行隊VMA-513を編成した。1972年1月から1974年6月にかけて、イオー・ジマ級強襲揚陸艦の「グアム」艦上に展開し、制海艦コンセプトのための評価試験を行った。そして1974年9月より、同艦にて作戦展開が開始された。
AV-8Aは社内呼称としてはハリアーMk.50とされており、基本的にはハリアーGR.1Aと同様の仕様である。エンジンは当初はペガサスMk.102（F402-RR-400）であったが、第2バッチ以降はMk.103（F402-RR-401/402）に換装された。また60号機以降は、航法システムを短距離作戦を重視した簡易型に変更した。射出座席も、当初はマーチンベイカー・タイプ9 Mk.1であったが、90号機以降は米国製のステンセルSIIIS-3となった。搭載兵装もアメリカ軍の制式装備に変更され、サイドワインダーの運用にも対応したが、30mmアデン砲は海兵隊のお眼鏡に適ったため、残された。ただし当初、30mm砲弾を艦上に搭載することは許されず、陸上でしか補給できなかった。
海兵隊は、6回にわけて、102機のAV-8Aと、8機の複座型TAV-8Aを導入した。このTAV-8Aは社内呼称としてはハリアーT.Mk.54とされ、T.Mk.4に準じる機体にAV-8A後期型と同様のアビオニクスを組み合わせたものであった。この時マクドネル・ダグラス社はハリアーのライセンス生産権を獲得し国内製造を計画したが、採用数が110機と少なかったため実現しなかった。しかし、この契約が、後にマクドネル・ダグラス社の主導によって、ハリアーを全面的に改設計した発展型であるハリアー IIの開発へと繋がる素地になる。
このハリアーIIに繋がるAV-8A後継機の開発計画は1970年代には本格化するが、その戦力化までの中継ぎ措置として、1978年よりAV-8Aの近代化改修が開始された。これがAV-8Cで、飛行時間の延長やAN/ALR-45F RWRの搭載、AN/ALE-39チャフ/フレア・ディスペンサーの搭載、機上酸素発生装置 (OBOGS)、秘話装置付き通信装備の追加などが行われた。量産改修は60機が計画されたが、実際に改修されたのは47機で、1979年から1984年にかけて改修された。その後、ハリアーIIの配備に伴って1986年よりAV-8A/Cともに退役が開始され、AV-8Cは1987年2月、TAV-8Aも同年11月に運用を終了した。

## AV-8S

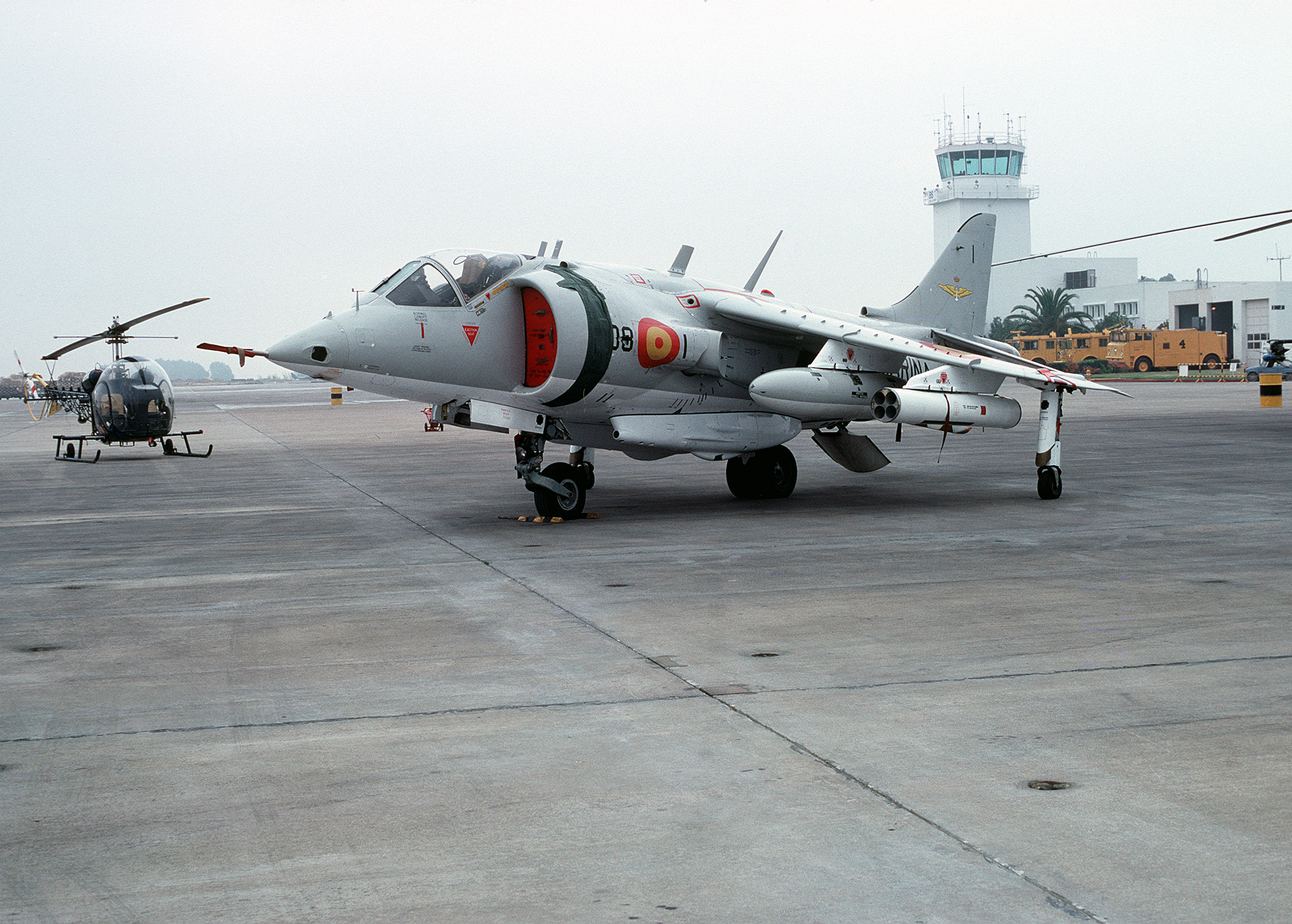
スペイン海軍のAV-8S マタドール

1973年には、スペイン海軍がハリアーの採用を決定したが、当時イギリスはスペインのフランコ政権に対し武器禁輸政策を取っていたため、イギリスから直接購入するのではなく、米海兵隊向けのAV-8Aを購入するかたちとなり、単座型6機と複座型2機が発注された。これらは社内呼称としてはハリアーMk.55/T.Mk.58とされており、一旦アメリカへ引き渡されて訓練に使用された後、スペイン海軍に移管された。アメリカ側ではAV-8S/TAV-8Sと呼称されており、またスペイン軍機としての制式呼称はVA.1 (AV-8S) およびVAE.1 (TAV-8S)、ニックネームはマタドールとされた。またその後、1977年にはAV-8S 5機が追加発注された。
これらのハリアーは軽空母「デダロ」「プリンシペ・デ・アストゥリアス」の艦上機として運用された。その後、1987年より、次世代のEAV-8B マタドールIIが就役を開始したことから、1996年10月、余剰になったAV-8S 7機とTAV-8S 2機がタイ海軍に売却された。これらは軽空母「チャクリ・ナルエベト」の艦上機として運用されたが、老朽化や財政難に伴って、2006年に運用を終了した。

## シーハリアー

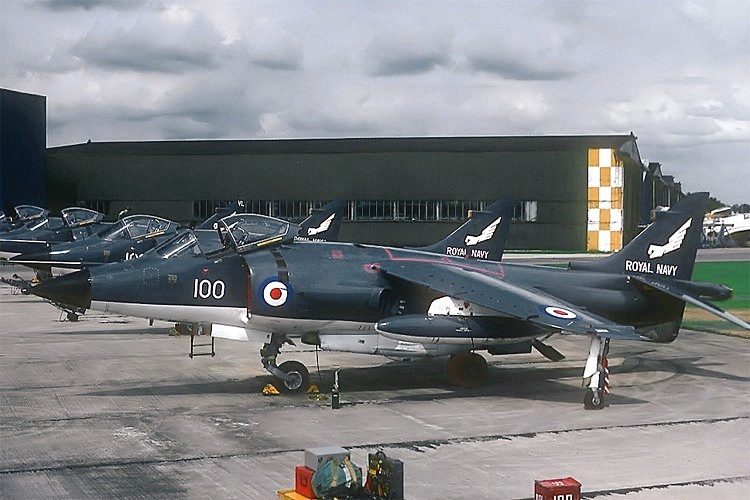
シーハリアー FRS.1

1966年度国防白書ではCVA-01級航空母艦の計画中止も決定されており、イギリス海軍は将来的に正規空母を手放さざるを得ない事態に直面して、1969年頃から、新しい対潜巡洋艦でのハリアーの運用についての検討に着手した。1970年から1971年にかけての検討を経て、全通甲板巡洋艦（Through Deck Cruiser, TDC; 後のインヴィンシブル級）の排水量が1万8750トンにまで大型化したことで、ハリアーの搭載計画が本格的に推進されることになった。1973年に1番艦「インヴィンシブル」が発注された時点で、海軍本部では既に艦隊航空隊 (FAA) 向けハリアーの要求事項を作成していたものの、同年の第四次中東戦争に伴う石油価格高騰の煽りを受けて、実際の発注は1975年となった。
まずハリアーGR.3をもとに、視界を改善するとともにブルーフォックス・レーダーを搭載、また兵装を変更するなど、艦上戦闘機として再設計したシーハリアーFRS.1が開発された。これはハリアーGR.3とともにフォークランド紛争で実戦投入されたが、空対空戦闘では被撃墜ゼロという偉業を達成し、また可動率も高く、高い評価を受けた。しかしレーダーのクラッター抑制能力の不足と視程外射程ミサイル運用能力の欠如が課題として指摘されたことから、レーダーをブルーヴィクセンに換装するなどした発展型のシーハリアーFA.2が開発され、既存のFRS.1から改装されたほか、新規製造も行われた。しかし、これらも、機体構造としては第一世代ハリアーの系譜に属しており、新型エンジンへの換装などのアップデートにはかなりの困難が伴うことから、2006年までにシーハリアーFA.2の運用は終了した。
なおインド海軍も、空母「ヴィクラント」搭載のホーカー シーホーク艦上戦闘機の後継機としてシーハリアーFRS.51を導入し、1983年より受領を開始した。これはFRS.1とほぼ同規格だったが、空対空ミサイルはアメリカ製のサイドワインダーではなくフランス製のマジックに変更されていた。また2006年からはレーダーをイスラエル製のEL/M-2032に換装し、ラファエル社のダービー空対空ミサイルの運用にも対応しており、インド軍は「インド洋で最良の空母対応型防空戦闘機」と称した。しかしやはり老朽化が進み、母艦となる「ヴィラート」の退役にあわせて、2016年に運用を終了した。

## バリエーション一覧

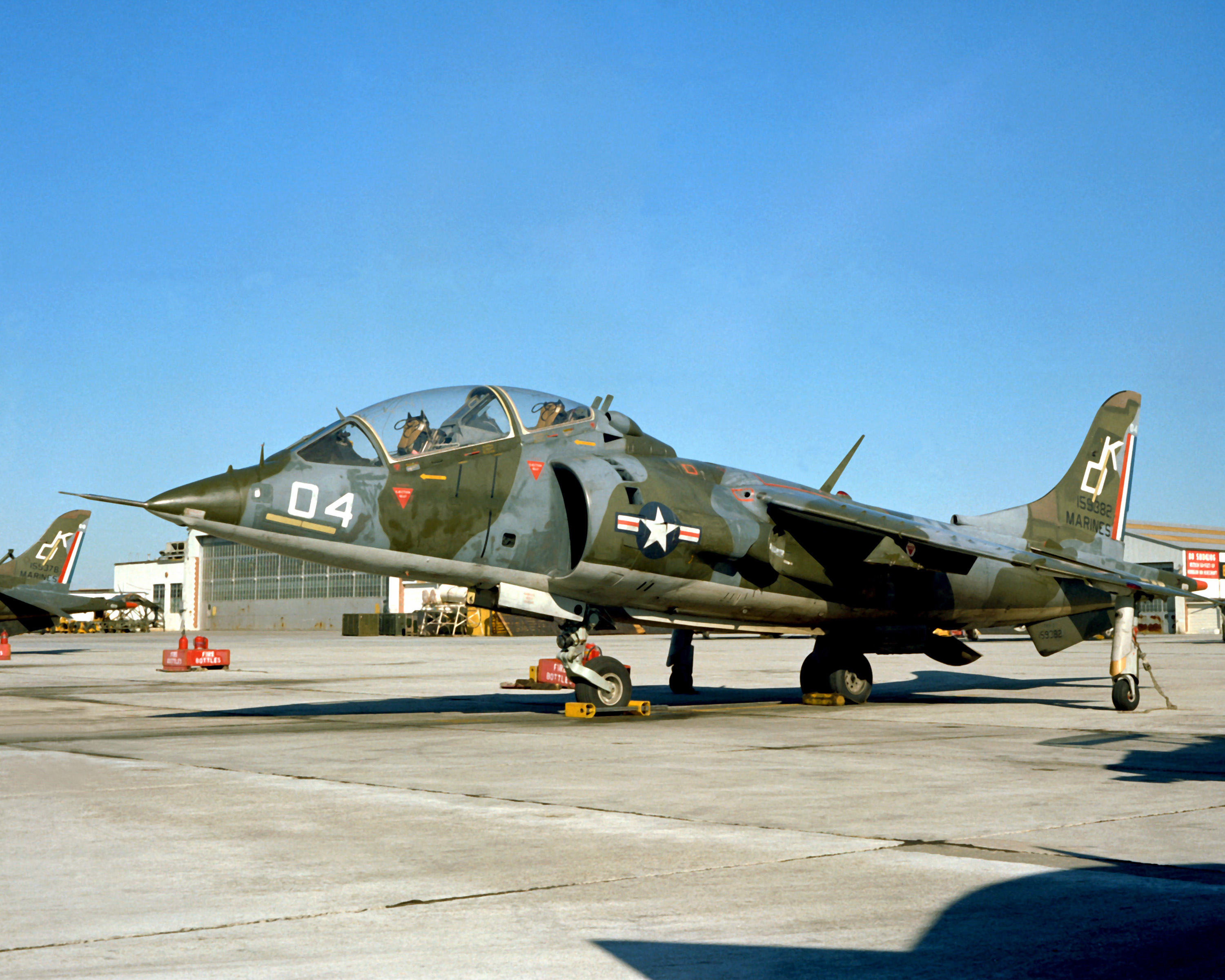
複座練習機型のTAV-8A ハリアー

ハリアー GR.1
初期生産型。エンジンはペガサス Mk.101。1966年初飛行。78機生産（先行量産型を除く）。
ハリアー GR.1A
エンジンをペガサス Mk.102に換装したGR.1。
ハリアー T.2
イギリス空軍向けの複座練習機型。12機生産。
ハリアー T.2A
GR.1Aと同様にエンジンを換装したT.2。
ハリアー GR.3
レーザーセンサーの追加により機首が伸び、ペガサス Mk.103へのエンジン換装が行われた。40機が新造され、GR.1/1Aもこの仕様に改修された。
ハリアー T.4
GR.3と同様にエンジンを換装したT.2/2A。14機を新造。一部はGR.3と同様の機首となり、後にそれを取り外した機体はT.4Aと呼ばれる。
ハリアー T.4N
イギリス海軍向けのT.4。シーハリアー FRS.1のパイロット訓練用。3機生産。なお、空軍からの貸与機はT.4(N)/4A(N)と呼ばれる。
ハリアー T.8
シーハリアー FA.2のパイロット訓練用にアップグレードされたT.4N。
ハリアー T.52
ホーカー・シドレー社のデモンストレーション用社有機。1機生産。
AV-8A ハリアー
アメリカ海兵隊向けのGR.1A。社内名ハリアーGR.50。エンジンは当初ペガサス Mk.102だったが、第2パッチ以降はペガサス Mk.103を搭載した。102機生産。
TAV-8A ハリアー
アメリカ海兵隊向けのT.4。社内名ハリアーT.54。8機生産。
AV-8C ハリアー
ハリアー IIが完成するまでの繋ぎのため、AV-8Aをアップグレードしたモデル。
AV-8S マタドール
AV-8Aのスペイン海軍向け。社内名ハリアーGR.55。11機生産。
TAV-8S マタドール
スペイン海軍向けのTAV-8B。社内名ハリアーT.58。2機生産。
ハリアー T.60
インド海軍向けのT.4N。シーハリアー FRS.51のパイロット訓練用。4機生産。

### 系統図
| ハリアーGR.1/1A | ハリアーGR.1/1A | ハリアーGR.1/1A | ハリアーGR.1/1A | ハリアーGR.1/1A | ハリアーGR.1/1A |  |  | ハリアーGR.3 | ハリアーGR.3 | ハリアーGR.3 | ハリアーGR.3 | ハリアーGR.3 | ハリアーGR.3 |  |  | AV-8A ハリアー    | AV-8A ハリアー    | AV-8A ハリアー    | AV-8A ハリアー    | AV-8A ハリアー    | AV-8A ハリアー    |  |  | AV-8S            | AV-8S            | AV-8S            | AV-8S            | AV-8S            | AV-8S            |  |  |                  |                  |                  |                  |                  |                  |              |              |           |           |              |              |              |              |              |              |        |        |              |              |              |              |              |              |
| ハリアーGR.1/1A | ハリアーGR.1/1A | ハリアーGR.1/1A | ハリアーGR.1/1A | ハリアーGR.1/1A | ハリアーGR.1/1A |  |  | ハリアーGR.3 | ハリアーGR.3 | ハリアーGR.3 | ハリアーGR.3 | ハリアーGR.3 | ハリアーGR.3 |  |  | AV-8A ハリアー    | AV-8A ハリアー    | AV-8A ハリアー    | AV-8A ハリアー    | AV-8A ハリアー    | AV-8A ハリアー    |  |  | AV-8S            | AV-8S            | AV-8S            | AV-8S            | AV-8S            | AV-8S            |  |  |                  |                  |                  |                  |                  |                  |              |              |           |           |              |              |              |              |              |              |        |        |              |              |              |              |              |              |
|                 |                 |                 |                 |                 |                 |  |  |              |              |              |              |              |              |  |  |                   |                   |                   |                   |                   |                   |  |  |                  |                  |                  |                  |                  |                  |  |  |                  |                  |                  |                  |                  |                  |              |              |           |           |              |              |              |              |              |              |        |        |              |              |              |              |              |              |
|                 |                 |                 |                 |                 |                 |  |  |              |              |              |              |              |              |  |  |                   |                   |                   |                   |                   |                   |  |  | AV-8C            |                  |                  |                  |                  |                  |  |  |                  |                  |                  |                  |                  |                  |              |              |           |           |              |              |              |              |              |              |        |        |              |              |              |              |              |              |
|                 |                 |                 |                 |                 |                 |  |  |              |              |              |              |              |              |  |  |                   |                   |                   |                   |                   |                   |  |  |                  |                  |                  |                  |                  |                  |  |  |                  |                  |                  |                  |                  |                  |              |              |           |           |              |              |              |              |              |              |        |        |              |              |              |              |              |              |
|                 |                 |                 |                 |                 |                 |  |  |              |              |              |              |              |              |  |  |                   |                   |                   |                   |                   |                   |  |  |                  |                  |                  |                  |                  |                  |  |  |                  |                  |                  |                  |                  |                  |              |              |           |           |              |              |              |              |              |              |        |        |              |              |              |              |              |              |
|                 |                 |                 |                 |                 |                 |  |  |              |              |              |              |              |              |  |  |                   |                   |                   |                   |                   |                   |  |  | (YAV-8B)         | (YAV-8B)         | (YAV-8B)         | (YAV-8B)         | (YAV-8B)         | (YAV-8B)         |  |  | AV-8B ハリアーII | AV-8B ハリアーII | AV-8B ハリアーII | AV-8B ハリアーII | AV-8B ハリアーII | AV-8B ハリアーII |              |              | AV-8B(NA) | AV-8B(NA) | AV-8B(NA)    | AV-8B(NA)    | AV-8B(NA)    | AV-8B(NA)    |              |              | AV-8B+ | AV-8B+ | AV-8B+       | AV-8B+       | AV-8B+       | AV-8B+       |              |              |
|                 |                 |                 |                 |                 |                 |  |  |              |              |              |              |              |              |  |  |                   |                   |                   |                   |                   |                   |  |  | (YAV-8B)         | (YAV-8B)         | (YAV-8B)         | (YAV-8B)         | (YAV-8B)         | (YAV-8B)         |  |  | AV-8B ハリアーII | AV-8B ハリアーII | AV-8B ハリアーII | AV-8B ハリアーII | AV-8B ハリアーII | AV-8B ハリアーII |              |              | AV-8B(NA) | AV-8B(NA) | AV-8B(NA)    | AV-8B(NA)    | AV-8B(NA)    | AV-8B(NA)    |              |              | AV-8B+ | AV-8B+ | AV-8B+       | AV-8B+       | AV-8B+       | AV-8B+       |              |              |
|                 |                 |                 |                 |                 |                 |  |  |              |              |              |              |              |              |  |  |                   |                   |                   |                   |                   |                   |  |  |                  |                  |                  |                  |                  |                  |  |  |                  |                  |                  |                  |                  |                  |              |              |           |           |              |              |              |              |              |              |        |        |              |              |              |              |              |              |
|                 |                 |                 |                 |                 |                 |  |  |              |              |              |              |              |              |  |  |                   |                   |                   |                   |                   |                   |  |  |                  |                  |                  |                  |                  |                  |  |  |                  |                  | ハリアーGR.5     | ハリアーGR.5     | ハリアーGR.5     | ハリアーGR.5     | ハリアーGR.5 | ハリアーGR.5 |           |           | ハリアーGR.7 | ハリアーGR.7 | ハリアーGR.7 | ハリアーGR.7 | ハリアーGR.7 | ハリアーGR.7 |        |        | ハリアーGR.9 | ハリアーGR.9 | ハリアーGR.9 | ハリアーGR.9 | ハリアーGR.9 | ハリアーGR.9 |
|                 |                 |                 |                 |                 |                 |  |  |              |              |              |              |              |              |  |  |                   |                   |                   |                   |                   |                   |  |  |                  |                  |                  |                  |                  |                  |  |  |                  |                  | ハリアーGR.5     | ハリアーGR.5     | ハリアーGR.5     | ハリアーGR.5     | ハリアーGR.5 | ハリアーGR.5 |           |           | ハリアーGR.7 | ハリアーGR.7 | ハリアーGR.7 | ハリアーGR.7 | ハリアーGR.7 | ハリアーGR.7 |        |        | ハリアーGR.9 | ハリアーGR.9 | ハリアーGR.9 | ハリアーGR.9 | ハリアーGR.9 | ハリアーGR.9 |
|                 |                 |                 |                 |                 |                 |  |  |              |              |              |              |              |              |  |  |                   |                   |                   |                   |                   |                   |  |  |                  |                  |                  |                  |                  |                  |  |  |                  |                  |                  |                  |                  |                  |              |              |           |           |              |              |              |              |              |              |        |        |              |              |              |              |              |              |
|                 |                 |                 |                 |                 |                 |  |  |              |              |              |              |              |              |  |  | シーハリアーFRS.1 | シーハリアーFRS.1 | シーハリアーFRS.1 | シーハリアーFRS.1 | シーハリアーFRS.1 | シーハリアーFRS.1 |  |  | シーハリアーFA.2 | シーハリアーFA.2 | シーハリアーFA.2 | シーハリアーFA.2 | シーハリアーFA.2 | シーハリアーFA.2 |  |  |                  |                  |                  |                  |                  |                  |              |              |           |           |              |              |              |              |              |              |        |        |              |              |              |              |              |              |
|                 |                 |                 |                 |                 |                 |  |  |              |              |              |              |              |              |  |  | シーハリアーFRS.1 | シーハリアーFRS.1 | シーハリアーFRS.1 | シーハリアーFRS.1 | シーハリアーFRS.1 | シーハリアーFRS.1 |  |  | シーハリアーFA.2 | シーハリアーFA.2 | シーハリアーFA.2 | シーハリアーFA.2 | シーハリアーFA.2 | シーハリアーFA.2 |  |  |                  |                  |                  |                  |                  |                  |              |              |           |           |              |              |              |              |              |              |        |        |              |              |              |              |              |              |

## 要目（ハリアー GR.3）
出典: Taylor, John W. (1974). Jane's All the World's Aircraft 1974-75. Key Book Service. pp. 212-214. ISBN 978-0354005029
諸元
- 乗員: 1名
- 全長: 13.87 m （45 ft 6 in）
- 全高: 3.43 m （11 ft 3 in）
- 翼幅: 7.70 m（25 ft 3 in）
- 翼面積: 18.68 m2 （201.1 ft2）
- 空虚重量: 6,139 kg （13,535 lb）
- 最大離陸重量: 11,339 kg （25,000 lb）
- 動力: ロールス・ロイス製ペガサス Mk.103 ターボファンエンジン、95.6 kN （21,500 lbf）  × 1

性能
- 最大速度: マッハ1.3 (降下時) / 640ノット (低高度・EAS)
- フェリー飛行時航続距離: 3,760 km
- 実用上昇限度: 15,240 m （50,000 ft）
- 上昇率: 6,860 m/秒
- Gリミット：+8G、-3G

武装
- 固定武装: ADEN 2連装30mm機関砲パック
- ロケット弾: 68mm SNEB ロケット弾ポッド
- 爆弾: BL755 クラスター爆弾、ペイブウェイレーザー誘導爆弾など

## 採用を検討した国
オーストラリア
 ブラジル
 スイス
 日本
1970年8月、ポーツマスを訪れた練習艦「かとり」の上空でGR.1がデモフライトを行った経緯がある。ヘリコプター甲板への着艦も検討されたものの甲板強度が不明で中止され、かわりにトニー・ホークスの操縦でホバリングし、オリエンタル式の御辞儀を披露してみせた。